# Brian Tobin (Tennisspieler)
Brian Tobin, AM (* 5. Dezember 1930 in Perth, Western Australia; † 22. April 2024) war ein australischer Tennisspieler und -funktionär. 

## Leben und Leistung
Tobin war über fünfzig Jahre lang eng mit dem Tennissport verbunden. Er war ab 1964 Mitglied des australischen Tennisverbandes und von 1977 bis 1989 dessen Präsident. Der Australier zeichnete auch für den Neubau der Tennisarena 1988 in Melbourne verantwortlich, des Stadions, in dem heute die Australian Open ausgetragen werden. 
Während seiner über 20-jährigen Tätigkeit in der International Tennis Federation (ITF) hatte er von 1991 bis 1999 das Amt des Präsidenten inne und wurde nach seiner Pensionierung 1999 zum lebenslangen Ehrenpräsidenten ernannt. Unter seiner Leitung nahm der Verband an Bedeutung zu und erweiterte seine Aktivitäten im Bereich des Davis- und Fed-Cups sowie bei den Olympischen Spielen. 
In seiner aktiven Tenniskarriere gehörte Tobin von 1956 bis 1962 zu den zehn besten australischen Spielern. 1964 und 1967 war er Kapitän der australischen Fed-Cup-Mannschaft und gewann mit den Damen den Titel 1964.
2003 erfolgte aufgrund seiner Verdienste um das Tennis seine Aufnahme in die International Tennis Hall of Fame.